# Agustí Chalaux
Agustí Chalaux i de Subirà (Barcelona, Cataluña, 1911-2006) fue un intelectual español de nacionalidad francesa, diseñador de un modelo político, económico y social llamado «capitalismo comunitario» que a través una moneda telemática pretende disminuir al máximo los abusos de poder así como la miseria y la corrupción a nivel mundial.
Su modelo lo justificaba de esta manera:
Tendremos una sociedad más justa y razonable, en la medida que nadie o casi nadie tenga la oportunidad de dar pruebas de cinismo, cometiendo ilegalidades y picardías, y/o abusando de posiciones de poder, y/o de alguna forma propiciando excesos e injusticias. Y la Moneda Telemática Nominativa Comunitaria (MTNC) puede ser la solución, pues no nos hace honestos por convicción sino por sistema.

## Biografía
El objetivo del modelo económico de Agustí Chalaux era acabar con la corrupción política y, por tanto, impedir que un régimen plutocrático cogiera el control de la humanidad. Para ello proponía eliminar el dinero en efectivo y sustituirlo por un cheque-factura similar a las actuales tarjetas de crédito en el que constarían los datos del comprador y del vendedor, lo que acabaría con el dinero anónimo. Cualquier transacción económica sería registrada por una red telemática de titularidad pública, bajo el control de una justicia independiente de los poderes ejecutivo y legislativo. Sin dinero físico, el mundo sería un lugar más seguro, el nuevo dinero nominal eliminaría la tentación hacia el crimen y garantizaría una sociedad con menos conflictividad social. Cualquier compraventa con nombre y apellido dejaría un rastro jurídico y haría imposible tanto el robo como el soborno, e impediría así la actividad de las mafias de la droga o de la prostitución, que no tendrían manera de blanquear sus beneficios. Del mismo modo, no dejaría margen a la falsificación de billetes, obligaría a hacer emerger el dinero escondido en cajas de seguridad y en paraísos fiscales, y acabaría con la opacidad en el comercio.
Texto de Xavier Theros, marzo 3 de 2013.

Este catalán nació en Sant Genís dels Agudells, entonces un pequeño pueblo de 15 habitantes, cerca de Barcelona, el 19 de julio de 1911. Su padre era un industrial francés que tenía una fábrica de tintes de lana en la calle de los Almogávares de Barcelona. Su madre procedía de la familia de los Subirà, de tradición carlista catalana.
A los cuatro años lo llevaron a la escuela Montessori, una de las primeras que se abrieron en Europa. Y a los nueve años fue a Francia a estudiar. Permaneció en Tolón hasta terminar el bachillerato.

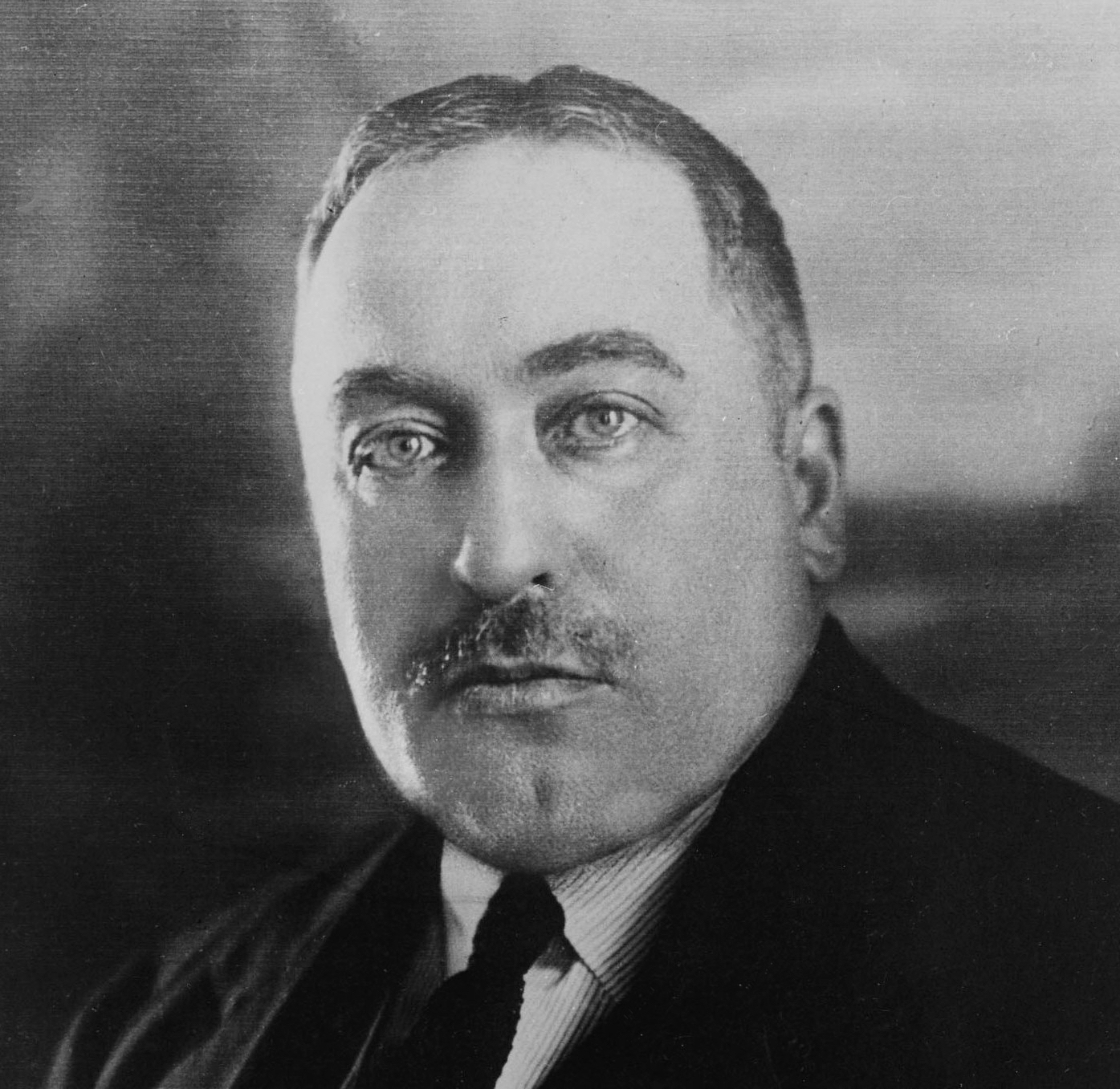
Horace Finaly, 1871-1945

A los catorce años conoció el banquero Horace Finaly, del cual recibió una fuerte influencia durante los siguientes catorce años, y quien le aconsejó estudiar Química, carrera que Agustí Chalaux hizo en la Escuela de Química de Mulhouse. Aprendió allí el método científico aplicado a los fenómenos físicos y químicos, de donde nació su deseo de querer comenzar a enfocar el estudio de los fenómenos sociales y económicos con una precisión y rigor similares.
Tuvo contacto con grupos políticos catalanistas primero y libertarios después. Los inicios de la guerra civil española los vivió en Barcelona, donde siguió haciendo sus estudios y ampliando sus reflexiones, a la vez que trabajaba como gerente en la fábrica familiar, que no fue nacionalizada ni colectivizada, pero allí colaborando con los sindicalistas, que le llamaron «Xaló».
En el año 1939 se exilió en París, donde vivió el inicio de la Segunda Guerra Mundial. Fue movilizado en la Escuela de oficiales de artillería, y después de la ocupación alemana, el gobierno de Pétain lo desmovilizó, reanudando él sus estudios.
Volvió a Cataluña en el año 1945. Fue asiduo lector de la publicación «La Semana Internacional», que Joan Bardina i Castarà editaba desde Chile, del cual también recibió su influencia.
En el año 1956, con la ocupación de Hungría, dedujo que la violencia era un camino inviable para imponer un cambio político.
Abandonó su trabajo como químico en 1968. Participó en la «Universitat al Carrer» («Universidad en la Calle»), después oficializada como «Institut de Cultura Popular» («Instituto de Cultura Popular»).
Convenció a Lluís Maria Xirinacs de crear, con otras personas, una nueva asociación para estudiar su entonces nuevo modelo político, económico y social. Y el 25 de octubre de 1984, un grupo de visionarios fundaron formalmente el «Centre d'Estudis Joan Bardina» («Centro de Estudios Joan Bardina»), con sede en la antigua fábrica familiar.
Publicó, entre otros, los libros «Ensayo sobre moneda, mercado y sociedad» y «Moneda telemática y estrategia de mercado». En el documento: «Disseny de Civisme» (Diseño de Civismo) dejó reflejadas sus principales propuestas programáticas.
Agustí Chalaux murió en Barcelona el 26 de abril de 2006.

## Agustí Chalaux y Lluís Maria Xirinacs
Si bien Agustí Chalaux interactuó con muchos intelectuales y científicos tanto antes como después de la fundación formal del Centro de Estudios Joan Bardina, y con varios de ellos incluso escribió libros y artículos en forma conjunta, corresponde destacar la especial sintonía en cuando a ideales y colaboración que hubo entre este cientista social y Lluís Maria Xirinacs. Precisamente, en rescate y destaque de esta actuación de equipo cumplida por los dos citados, en los últimos años se han realizado varias actividades académicas de difusión y profundización (conferencias, seminarios, ponencias, presentación de libros, etc) a cargo de Joan Parés Grahit, de Brauli Tamarit, y de otros estudiosos, tal como recientemente se ha resaltado y profundizado en varios artículos en el diario Ara de Barcelona.

## Obras relacionadas
- «Introducció al sistema general» («Introducción al sistema general») (en catalán), con Magdalena Grau Figueras. 11 de septiembre de 1983.
- «Un instrumento para construir la paz» (en castellano, catalán, inglés y francés). 1 de julio de 1984.
- «Ensayo sobre moneda, mercado y sociedad» (en castellano, catalán e inglés), con Magdalena Grau Figueras. 1984.
- «Moneda telemática y estrategia de mercado» (en castellano, catalán, inglés, francés e italiano), con Magdalena Grau Figueras. 1985.
- «Glossari de termes inequívocs» («Glosario de términos inequívocos») (en catalán Archivado el 26 de julio de 2011 en Wayback Machine.). 1986.
- «Disseny de Civisme» («Diseño de Civismo») (en catalán Archivado el 26 de julio de 2011 en Wayback Machine.). 1988.
- «La plutarquia i altres relats» («La plutarquía y otros relatos») (en castellano Archivado el 24 de abril de 2009 en Wayback Machine., catalán Archivado el 5 de octubre de 2011 en Wayback Machine., inglés Archivado el 26 de julio de 2011 en Wayback Machine., italiano Archivado el 26 de julio de 2011 en Wayback Machine. y rumano Archivado el 26 de julio de 2011 en Wayback Machine.). 1991.
- Martí Olivella Solé. «El poder del dinero» (en castellano, catalán, inglés e italiano). Premio Joaquim Xirau 1991.
- «Sistema General: "Economía i Societat" (En seixanta punts)» («Sistema General: "Economía y Sociedad" (En sesenta puntos)») (en catalán Archivado el 26 de julio de 2011 en Wayback Machine.), con Lluís Maria Xirinacs. 6 de diciembre de 1996.
- «El capitalismo comunitario» (en castellano, catalán, inglés, francés, italiano, alemán, esperanto y gallego). 12 de febrero de 2000.
- «Historia del capitalismo comunitario» (en castellano, catalán e inglés). 17 de febrero de 2001.